# ドミトリー・ミリューチン

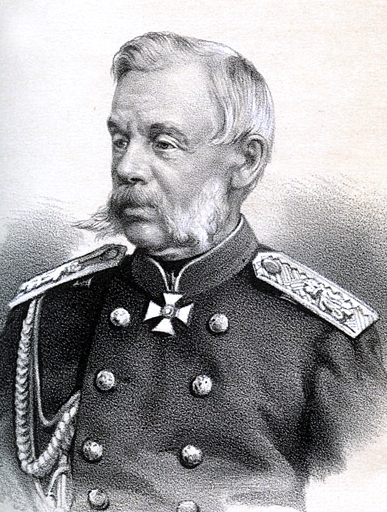
ドミトリー・ミリューチン

ドミトリー・アレクセーエヴィッチ・ミリューチン伯爵（ミリューティン, Дмитрий Алексеевич Милютин, Dmitry Alekseyevich Milyutin, 1816年6月28日（グレゴリオ暦7月15日） - 1912年1月25日（グレゴリオ暦2月7日））は、帝政ロシアの政治家、軍人、軍事史家。ロシア帝国軍事大臣（在任期間、1861年から1881年）、ロシア帝国陸軍元帥、伯爵。1860年代から1870年代にかけて、アレクサンドル2世の時代に軍制改革を実施し、ロシア軍改編に大きな役割を果たした。農奴解放令、ゼムストヴォ設立などの大改革の主要な立案者として知られるニコライ・ミリューチンは弟。

## 経歴
1816年6月28日モスクワに生まれる。1833年モスクワ大学を経て、1836年ニコライ軍事アカデミー
を卒業する。官僚の道を選んだニコライ・ミリューチンとは異なり軍人を志望し、1839年、カフカース戦争従軍を志願した。1845年、戦場で重傷を負ったため、ペテルブルクに戻り、士官学校で教鞭を執り、大きく評価された。ミリューチンは戦術における科学的評価を強調した。また、最初に包括的戦術論を執筆し、これにより1847年デミドフw:Demidov賞を受賞した。ミリューチンはアレクサンドル・スヴォーロフ大元帥に理想の軍司令官を見出していた。また、イタリア戦役の活躍をスヴォーロフの軍歴における頂点と評価した。1799年イタリア戦役について自らの見解をまとめ、1852年から翌1853年にかけて全五巻の軍事評論を発表した。1855年、カフカース軍参謀総長として現役に復帰し、1859年に北カフカースのイスラム指導者であったシャミールを逮捕、拘束し、カフカース戦争の収拾に成功した。
ミリューチンは、イタリア戦役分析の過程で得た軍事的知識を利用して、クリミア戦争敗因の分析と、やや急進的な軍制改革に関する骨子を発表した。ミリューチンの軍制改革案はアレクサンドル2世によって注目され、ミリューチンは1860年に陸軍次官、1861年に陸軍大臣に任命された。
軍制改革は、徴兵制度（1874年）の導入と帝国に軍管区を設定することとなった。20歳以上の全ての成年男子は兵役の義務を負うこととなった。軍の教育のシステムも改革され、軍における基礎教育は徴兵された全ての兵士に施されることとなった。その外、兵士に対する身体罰が廃止され、軍事法務アカデミーを開校（1867年）するなど、軍法制度が整備された。ミリューチンの軍制改革は、ピョートル大帝以来の新兵募集や職業的傭兵的軍からの近代的脱皮を成し遂げ、現在に至るロシア軍の基礎を築いたとして、ロシアの軍事史における里程標と見なされている。
ミリューチンの軍制改革の成功は、露土戦争の勝利によって証明された。
戦争終結に当たっても、ミリューチンは新たに浮上した兵站などの問題を調査した。
軍功により伯爵位と聖アンドレイ勲章w:Order of St. Andrewを含むさまざまな勲章を授与された。
ベルリン会議後、療養中のアレクサンドル・ゴルチャコフ公爵に代わり、事実上の外務大臣としてロシア外交をリードした。かし、1881年のアレクサンドル2世暗殺事件により、内務大臣ミハイル・ロリス＝メリコフとミリューチンの立場は不安定なものとなった。
新帝アレクサンドル3世の師父で保守主義者のコンスタンチン・ポベドノスツェフが起草した勅令により、諸改革が頓挫したためミリューチンとロリス＝メリコフは、直ちに辞職した。1898年アレクサンドル3世により陸軍元帥の称号を受けた。